# رائول نوردلینگ
رائول نوردلینگ (انگلیسی: Raoul Nordling; ۱۱ نوامبر ۱۸۸۱ – ۱ اکتبر ۱۹۶۲) تاجر و دیپلمات اهل سوئد بود. او در پاریس متولد شد و بیشتر زندگی خود را در آنجا گذراند.

## زندگی‌نامه
پدر نوردلینگ، کارل گوستاو نوردلینگ، در اواخر دهه ۷۰ (قرن نوزدهم) از سوئد به پاریس نقل مکان کرد و شرکت «گوستاو نوردلینگ» را تأسیس کرد. رائول در پاریس متولد شد و در لیسه جانسون د سیلی تحصیل کرد و سپس به شرکت پدرش پیوست و در نهایت موفق شد به عنوان رئیس شرکت ایفای نقش کند. او در سال ۱۹۰۵ در ۲۴ سالگی به عنوان معاون کنسولگری سوئیس در پاریس منصوب، در سال ۱۹۱۷ کنسول و در سال ۱۹۲۶ هنگام مرگ پدرش سرکنسول شد.
گرچه نوردلینگ به واسطه ملیت سوئدی بود، او احساس می‌کرد که بیشتر از هرچیزی «شهروند پاریس» است. او فرانسوی را اغلب بیشتر از سوئدی صحبت می‌کرد، و در عمل تنها هنگامی که برای اتمام خدمات نظامی بعنوان یک مرد جوان به سوئد رفت، زبان ملی خود، سوئدی را، یادگرفت.

## نقش میانجیگرانه
نوردلینگ در طول زندگی کاری، نقش مهمی در میانجیگری میان سوئد و فرانسه ایفا کرد، اما از او بیشتر از همه برای میانجیگری میان نیروهای فرانسه ویشی و آلمان نازی در طول اشغال و آزادی پاریس در جنگ جهانی دوم، یاد می‌شود. او نقش مهمی در اطمینان از دسترسی نهضت بین‌المللی صلیب سرخ و هلال احمر به اسیران جنگ ایفا کرد و در جریان قیام‌های مقاومت فرانسوی در اوت ۱۹۴۴، او با فرمانده ژنرال دیتریش فون شولتیتس مذاکره کرد تا سعی در محدود کردن خونریزی و آسیب به شهر بکند. شرح حال این وقایع از او بعنوان کسی که نقش مهمی در این میان ایفا کرد یاد می‌کنند.
در اواخر دهه ۱۹۴۰، او بین دانمارک و فرانسه میانجیگری کرد و تلاش کرد تا محکومیت ضعیفتری را برای نویسنده لویی-فردینان سلین که در زندان کپنهاگ دانمارک زندانی بود، بدست بیاورد.

## افتخارات
- پس از آزادی فرانسه به او بالاترین مدال توسط فرانسه، یعنی مدال صلیب جنگ اهدا شد.
- یک منطقه بازی در منطقه آروندیسمنت منطقه یازدهم پاریس به افتخار او، «میدان رائول نوردلینگ» نامیده می‌شود. همین‌طور، یک خیابان در نوئلی نیز به نام اوست.
- در فیلم «آیا پاریس در حال سوختن است» (۱۹۶۶) نقش نوردلینگ توسط اورسن ولز بازی می‌شود و در فیلم دیپلماسی (فیلم ۲۰۱۴) نقش او توسط آندری دوسولیه بازی می‌شود.